# Almeida
|  | Per a altres significats, vegeu «José Américo de Almeida». |

Almeida és un municipi (concelho) portuguès al districte de Guarda (subregió de Beira Interior Norte, regió del Centre). L'any 2004 tenia 7.784 habitants. Limita al nord amb Figueira de Castelo Rodrigo, a l'est amb Aldea del Obispo, Villar de Ciervo i La Alameda de Gardón, al sud amb Sabugal i a l'oest amb Guarda i Pinhel.

## Demografia
| Població del concelho d'Almeida (1801 – 2004) | Població del concelho d'Almeida (1801 – 2004) | Població del concelho d'Almeida (1801 – 2004) | Població del concelho d'Almeida (1801 – 2004) | Població del concelho d'Almeida (1801 – 2004) | Població del concelho d'Almeida (1801 – 2004) | Població del concelho d'Almeida (1801 – 2004) | Població del concelho d'Almeida (1801 – 2004) | Població del concelho d'Almeida (1801 – 2004) |
| --------------------------------------------- | --------------------------------------------- | --------------------------------------------- | --------------------------------------------- | --------------------------------------------- | --------------------------------------------- | --------------------------------------------- | --------------------------------------------- | --------------------------------------------- |
| 1801                                          | 1849                                          | 1900                                          | 1930                                          | 1960                                          | 1981                                          | 1991                                          | 2001                                          | 2004                                          |
| 3408                                          | 5604                                          | 17031                                         | 14860                                         | 16107                                         | 10524                                         | 10040                                         | 8423                                          | 7784                                          |

## Freguesies
Les freguesies d'Almeida són:
| - Ade - Aldeia Nova - Almeida - Amoreira - Azinhal - Cabreira - Castelo Bom - Castelo Mendo - Freineda - Freixo - Junça - Leomil - Malhada Sorda - Malpartida - Mesquitela | - Mido - Miuzela - Monte Perobolço - Nave de Haver - Naves - Parada - Peva - Porto de Ovelha - São Pedro de Rio Seco - Senouras - Vale da Mula - Vale de Coelha - Vale Verde - Vilar Formoso |